# Gandellino
Gandellino är en ort och kommun i provinsen Bergamo i regionen Lombardiet i Italien. Kommunen hade 992 invånare (2018).